# Johann Christoph Bielitz
Johann Christoph Bielitz (* vor 1720; † 10. Juni 1765 in Liebenwerda) war ein kursächsischer Amtmann des Amtes Liebenwerda sowie Erb-, Lehn- und Gerichtsherr auf Maasdorf.

## Leben
Bereits im Jahre 1732 war er Adjunkt des Amtmanns von Liebenwerda.
Er kaufte 1753 das Rittergut Maasdorf vom Hauptmann Wilhelm Voigt, das nach seinem Tod an seinen Sohn Johann Alexander Bielitz fiel, der gleichzeitig auch das Amt des Amtmanns von Liebenwerda übernahm.
Sein Bruder war der Postmeister Christoph Heinrich Bielitz in Strehla, der dort den Gasthof zum Stern besaß. Dessen einziger Sohn Christoph Heinrich Bielitz wurde von Johann Christoph Bielitz als Mitbelehner des Maasdorfer Rittergutes eingesetzt. Dort schon im Jahre 1762 starb der Neffe von Johann Christoph Bielitz in Strehla.
Am 12. Juni 1765 wurde der verstorbene Johann Christoph Bielitz in der evangelischen Stadtkirche von Liebenwerda beigesetzt. Aus seiner Ehe mit Johanna Sibylla geb. Conradi ging neben dem Sohn Johann Alexander auch die Tochter Augusta Carolina (* 1735) hervor, später eine verehelichte Dankwarth.